# 莫尔特卡
莫尔特卡（羅馬化：Mortka）是俄罗斯汉特-曼西自治区的市级镇，为该自治区孔达区的第二大聚居地。地处汉特-曼西自治区南部，位于区行政中心梅日杜列琴斯基东南、自治区首府汉特-曼西斯克西南方。同名河流从该镇以北约5公里处流过。
镇内设有同名铁路车站，位于叶卡捷琳堡－乌斯季耶阿哈（位于区行政中心）线上。
该地2022年人口有3,462人；2010年人口3,798；2002年人口3,627；1989年人口3,431。